# Hamina
Hamina (szw. Fredrikhamn) – miasto w południowo-wschodniej Finlandii, w prowincji Finlandia Południowa, nad Zatoką Fińską. Miasto w 2023 r. liczyło 19 529 mieszkańców.
Na terenie miasta znajduje się port Hamina-Kotka.

## Współpraca
- Vordingborg, Dania
- Falun, Szwecja
- Paide, Estonia
- Røros, Norwegia